# Estación de Hostafrancs
Hostafrancs es una estación de la línea 1 del Metro de Barcelona situada debajo de la calle Creu Coberta en el distrito de Sants-Montjuïc de Barcelona.
La estación se inauguró en 1926 con el nombre de Hostafranchs como parte del primer tramo inaugurado del Metro Transversal. Posteriormente en 1982 con la reorganización de los números de líneas a la numeración arábiga y cambios de nombre de estaciones pasó a ser una estación de la línea 1 y su nombre adoptó la forma catalana Hostafrancs.
| << cabecera           | < estación     | línea | estación > | cabecera >> |
| --------------------- | -------------- | ----- | ---------- | ----------- |
| Metro                 |                |       |            |             |
| Hospital de Bellvitge | Plaça de Sants |       | España     | Fondo       |

- Datos: Q2021847
- Multimedia: Hostafrancs metrostation / Q2021847